# Zoie Palmer
Zoie Palmer (Camborne, 28 de octubre de 1977) es una actriz británica de cine y televisión conocida por sus papeles como la Dra. Lauren Lewis en el drama sobrenatural de Showcase Lost Girl y como la androide en la serie de ciencia ficción del canal SyFy Dark Matter.

## Biografía
Nacida en Camborne, Cornwall de padres de ascendencia británica e irlandesa, Zoie Palmer se mudó con su familia a Canadá cuando tenía nueve años. 
Asistió a la Preparatoria Católica Sacred Heart en Newmarket, Ontario y recibió una Licenciatura en Bellas Artes de la Universidad de York en Toronto, Canadá en 2001. La primera experiencia profesional de Palmer como actor fue cuando era adolescente en el verano en el Teatro Red Barn en Jackson's Point, Ontario.

## Carrera
El trabajo más conocido de Palmer es el papel de la Dra. Lauren Lewis, un personaje principal de la serie canadiense Lost Girl (2010-2015). Su trabajo televisivo incluye películas hechas para televisión como The Reagans (2003) donde interpretó el papel de Patti Reagan; Out of the Ashes (2003) como Didi Goldstein; y Devil's Perch (2005) como Abby. Tuvo un papel recurrente en la serie de comedia / drama adolescente Instant Star de CTV como la cantante de rock Patsy Sewer (2006-2007); y fue coprotagonista en el drama global The Guard como la especialista en rescates de la Guardia Costera Carly Greig (2008-2009) (por lo que tuvo que vencer su miedo al agua).
Las apariciones especiales incluyen el drama de espionaje de The CW Nikita en el episodio Girl's Best Friend (2011) como Anya Vimer, una terrorista que intenta sabotear una cumbre de paz; la comedia de HBO Canadá Call Me Fitz en el episodio Don of the Differently Abled (2011) como Laura, una amputada desquiciada con planes para un servicio de acompañantes para personas discapacitadas; el drama de fantasía de CTV The Listener en el final de la tercera temporada "The Shooting" (2012) como McCoy, investigador de Asuntos Internos. Palmer apareció en la comedia de la serie web de citas por internet Seeking Simone en el episodio "1.1: Single Lesbian Psychos" (2009) como Rebecca. Después de Lost Girl, se unió al elenco principal de la serie de ciencia ficción Dark Matter en el papel de The Android (2015-2017) y presentó After Dark, el aftershow en línea de la serie para los episodios de la tercera temporada.
Los papeles cinematográficos incluyen Annabelle en el cortometraje Terminal Venus (2003); Haley en la comedia romántica The Untitled Work of Paul Shepard (2010); Cheryl en la película de terror sobrenatural Devil (2010); la oficial Frances Jane en el thriller policial Cold Blooded (2012); Lou en la comedia Sex After Kids (2013), y Bethany en la aventura fantástica Patch Town (2014). 
Zoie Palmer fue premiada como Mejor Actriz por Terminal Venus por el Baja Film Festival (México); y el Premio Medallón de Oro a la Mejor Actriz en un Largometraje por Cold Blooded por el Festival Internacional de Cine Bare Bones de 2012. Fue nominada en 2011 para el Premio ACTRA a Mejor Actuación Femenina por The Untitled Work of Paul Shepard; y en 2014 por los Premios Canadienses de Comedia por Multimedia / Mejor Actuación Femenina en un Largometraje por Sex After Kids.
Su interpretación de Lauren junto con Bo (Anna Silk) como la pareja del mismo sexo "Bo y Lauren" en Lost Girl fue nombrada una de sus "Parejas favoritas de TV" de todos los tiempos por CNN en 2013; y declaró "Top TV Couple of 2013" por E! Entertainment Television en su concurso anual en línea.

## Vida personal
El 9 de marzo de 2014, Palmer salió públicamente como lesbiana durante la transmisión de los Canadian Screen Awards cuando agradeció a su compañera de vida, la productora de cine canadiense Alex Lalonde, luego de expresar su gratitud por ganar el "Premio Fan Choice Award para la estrella canadiense favorita de la pantalla" por su actuación como Lauren en Lost Girl. Palmer y Lalonde tienen un hijo, Luca, del matrimonio anterior de Lalonde.
La hermana de Palmer, Tracey Weiler, fue candidata del Partido Conservador Progresista de Ontario para el distrito electoral Kitchener-Waterloo en una elección parcial de 2012 para la Asamblea Legislativa de Ontario y las elecciones generales de 2014.

## Filmografía

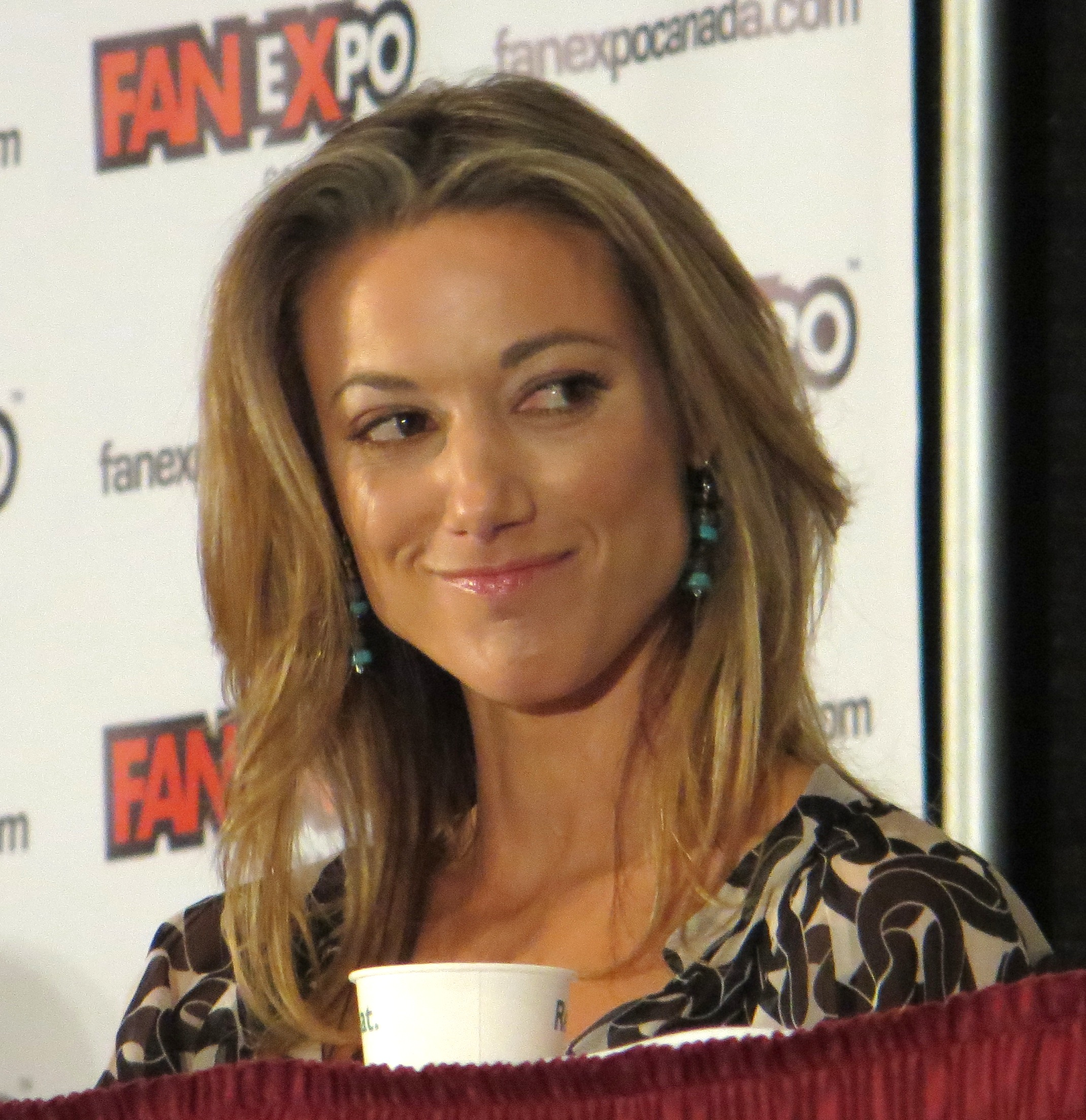
Zoie Palmer durante la FanExpo 2012 en Toronto

### Cine
| Año  | Título                            | Papel                | Notas                 |
| ---- | --------------------------------- | -------------------- | --------------------- |
| 2003 | Bar Life                          | Ryan                 | Cortometraje          |
| 2003 | Terminal Venus                    | Annabelle            | Cortometraje          |
| 2004 | Godsend                           | Susan Pierce         |                       |
| 2006 | Snapshots for Henry               | Angie                | Cortometraje          |
| 2010 | The Untitled Work of Paul Shepard | Haley                |                       |
| 2010 | Devil                             | Cheryl               |                       |
| 2012 | Cold Blooded                      | Oficial Frances Jane |                       |
| 2013 | Sex After Kids                    | Lou                  |                       |
| 2014 | Patch Town                        | Bethany              |                       |
| 2017 | Deerbrook                         | Tammy                | Cortometraje          |
| 2021 | Spiral                            | Kara Boswick         | Producción completada |

### Televisión
| Año     | Título                                 | Papel                   | Notas |
| ------- | -------------------------------------- | ----------------------- | --- |
| 2002    | Odyssey 5                              | Investigadora           | Episodio: "Skin" |
| 2002    | The Scream Team                        | Rebecca Kull            | Película de televisión |
| 2003    | Adventure Inc.                         | Luisa                   | Episodio: "Plaque Ship of Val Verde" |
| 2003    | Out of the Ashes                       | Didi Goldstein          | Película de televisión |
| 2003    | The Reagans                            | Patti Reagan            | Película de televisión |
| 2004    | Bliss                                  | Donna                   | Episodio: "Badness" |
| 2004    | Missing                                | Tracy Somers            | Episodio: "Mr. Nobody" |
| 2004    | Doc                                    | Tracey Briant           | Episodio: "The Family Tree" |
| 2005    | Devil's Perch                          | Abby                    | Película de televisión |
| 2005    | Martha Behind Bars                     | Amy                     | Película de televisión |
| 2006    | Gospel of Deceit                       | Tracy Duggins           | Película de televisión |
| 2006–07 | Instant Star                           | Patsy Sewer             | Papel secundario, 12 episodios |
| 2008–09 | The Guard                              | Carly Greig             | Papel principal, 22 episodios |
| 2009    | Seeking Simone                         | Rebecca                 | Webisodio 1.1: "Single Lesbian Psychos" |
| 2010–15 | Lost Girl                              | Dr. Lauren Lewis        | Papel principal, 72 episodios papel adicionales: Reynard en "Original Skin" (2.09), Flora Blooms en "La Fae Époque" (4.07), Lola en "Follow the Yellow Trick Road" (5.14) |
| 2010    | Bloodletting & Miraculous Cures        | Policía                 | Episodio: "Unhappy Endings" |
| 2010    | Murdoch Mysteries                      | Katie Powers            | Episodio: "Victor, Victorian" |
| 2011    | Degrassi: The Next Generation          | Oficial                 | Episodio: "Jesus, Etc.: Part 2" |
| 2011    | XIII: La serie                         | Moira                   | Episodio: "The Irish Version" |
| 2011    | King                                   | Angela Gilbert          | Episodio: "Lori Gilbert" |
| 2011    | Nikita                                 | Anya Vimer              | Episodio: "Girl's Best Friend" |
| 2011    | Call Me Fitz                           | Laura                   | Episodio: "Don of the Differently Abled" |
| 2012    | Lost Girl Finale Pre-Show              | Ella misma              | Showcase Especial de televisión |
| 2012    | The Listener                           | Staff Sgt McCoy         | Temporada 3, episodio 13: "The Shooting" |
| 2012    | Flashpoint                             | Wife                    | Temporada 5, episodio 11: "Fit For Duty" |
| 2013    | Lost Girl ConFAEdential                | Ella misma              | Showcase Especial de televisión |
| 2013    | Her Husband's Betrayal                 | Tora                    | Película de televisión |
| 2013    | Lost Girl: An Evening at the Clubhouse | Ella misma              | Showcase Especial de televisión |
| 2015–17 | Dark Matter                            | La androide             | Papel principal, 39 episodios. papeles adicionales: Androide Simulado en episodios 1.10, 1.12, 1.13, 2.03, 2.05, 2.10; Dr. Irena Shaw en episodio 3.10.                   |
| 2016    | Real Detective                         | Detective Leigh Maroni  | Temporada 1, episodio 5: "Retribution" |
| 2017    | After Dark                             | Anfitriona (ella misma) | Syfy International Dark Matter después del episodio online |
| 2017    | The Beaverton                          | Lisa Langenberg         | Temporada 2, episodio 2: "How will big pharma ruin legal weed for Canadians?" (Sketch)                                                                                    |
| 2018    | Taken                                  | Meg                     | Temporada 2, episodio 5: "Absalom" |
| 2018    | Ransom                                 | Jasmine Bradshaw        | Temporada 2, episodio 3: "Secrets and Spies" |
| 2018    | Wynonna Earp                           | Jolene                  | Temporada 3, episodios 4, 5: "No Cure For Crazy", "Jolene" |
| 2019    | Pure                                   | Valerie Krochack        | Temporada 2; papel secundario, 6 episodios |
| 2019    | Jann                                   | Max                     | papel secundario, 7 episodios |
| 2019    | Hudson & Rex                           | Wendy Larson            | Temporada 1, episodio 12: "A Cult Education" |
| 2020    | Glass Houses                           | Anna Dawson             | Película de televisión (en posproducción) |
| 2021    | Wynonna Earp                           | Jolene                  | Temporada 4, episodio 10: "Life Turned Her That Way" |